# Something Is Squeezing My Skull
Something Is Squeezing My Skull è un brano del cantante inglese Morrissey.
Pubblicato anche come singolo, tratto dall'album Years of Refusal, il 27 aprile del 2009 dalla Polydor/Decca, il disco raggiunse la posizione numero 46 della Official Singles Chart.

## Realizzazione
Brano scritto in collaborazione con Alain Whyte e registrato a Los Angeles nel 2007, con la produzione di Jerry Finn.
La copertina ritrae una foto di Morrissey realizzata da Michael Muller e raffigurante il cantante mentre abbraccia la statua commemorativa di Johnny Ramone, sulla sua tomba sita all'Hollywood Forever Cemetery.
Il videoclip promozionale è stato realizzato utilizzando immagini di Morrissey che si esibisce dal vivo al BBC Radio Theatre, l'11 febbraio del 2009.

## Tracce
- UK CD#1

1. Something Is Squeezing My Skull - 2:38
2. This Charming Man (live at BBC Radio Theatre, 2009) - 2:30

- UK CD#2

1. Something Is Squeezing My Skull - 2:38
2. Best Friend on the Payroll (live at BBC Radio Theatre, 2009) - 3:55

- UK 7"

1. Something Is Squeezing My Skull - 2:38
2. I Keep Mine Hidden (live at BBC Radio Theatre, 2009) - 2:09

## Formazione
- Morrissey – voce
- Solomon Walker - basso
- Boz Boorer - chitarra
- Jesse Tobias - chitarra
- Matt Walker - batteria
- Roger Manning - tastiere
- Kristopher Pooley – tastiere